# تنميش جاف
التنميش الجاف (dry etching) يقصد به إزلة المادة وعادة يكون الغطاء مادة شبه موصلة.
بتعريض المادة هذه لقصف أيوني (غالبا ماتكون البلازما لتفاعل الغازات مثل فلوروكربونات والأكسجين، الكلور، ثلاثي كلوريد البورن، ويضاف لها أحيانا النيتروجين، الأرجون والهيليوم) حيث تعمل على إزلة أجزاء من على سطح المادة المعرضة للتفاعل، طريقة العمل هذه تختلف عن بعض المواد الكيميائية التي تعمل نتوءات في المادة وتسمى مواد التنميش الرطب.

## التفسير
التنميش الجاف يستخدم صفائح ضوئية معدة تقنيا تتزامن مع الهجوم على مناطق محددة على سطح أشباه الموصلات لتشكل تجاويف في المادة مثل الثقوب المتصلة أو إزلة اجزاء أخرى من على طبقات شبه الموصل وغالبا على الجانبين بشكل عامودي.
يتزامن تصنيع أشباه الموصلات في حدود مايكرو وإزالة المخلفات العضوية باستخدام بلازما الأكسجين التي توصف أحيانا عملية التنميش الجاف، ويمكن استخدام مصطلح ترميد البلازما.
التنميش الجاف مفيد للمواد وأشباه الموصلات، حيث لايمكن استخدام الحفر الرطب، مثل كربيد السيلكون ونيتريد الغاليوم.